# ダリア・イサエワ
ダリア・イサエワ（Daria Isaeva、1990年3月29日 - ）は、ロシアの女子バレーボール選手。ポジションはオポジット。ロシア代表。

## 来歴
2008年、ザレチエ・オジンツォボに入団し、バレーボール選手としてのキャリアをスタートさせる。2013年にロシア代表に初選出され、同年5月のモントルーバレーマスターズでベストサーバー賞を受賞した。同年の欧州選手権では12年ぶりに金メダルを獲得した。2015年よりロシアリーグの強豪クラブであるディナモ・カザンに移籍した。

## 球歴
- ワールドカップ - 2015年
- グラチャン - 2013年
- ワールドグランプリ - 2013年
- 欧州選手権 - 2013年

## 受賞歴
- 2013年 モントルーバレーマスターズ　ベストサーバー賞

## 所属クラブ
- ザレチエ・オジンツォボ（2008-2013年）
- Fakel Novy Ourengoï（2013-2014年）
- Omitchka Omsk（2014-2015年）
- ディナモ・カザン（2015-）